# Karl Graumann
Karl Graumann, auch Carl Graumann (* 11. November 1874 in Göttingen; † 20. April 1948 in München) war ein deutscher Theaterschauspieler, Filmschauspieler und Schauspiellehrer.

## Leben und Wirken
Graumann hatte bereits mit 20 Jahren in Freiburg Theater gespielt und war zu Beginn des 20. Jahrhunderts in der ausgehenden Kaiserzeit unter anderem an Bühnen in Bremen (Stadttheater) und München (Hoftheater) aufgetreten. Dem Hoftheater, nunmehr Staatstheater, blieb Graumann auch nach dem Ersten Weltkrieg treu. 
Zu diesem Zeitpunkt (Anfang der 1920er Jahre) trat der gebürtige Göttinger auch erstmals vor die Kamera und wirkte in (zumeist unbedeutenden) Filmen Münchner Produktionsfirmen mit. In zwei von ihnen, Karl Grunes 1928 inszenierten Historiendramen Marquis d’Eon, der Spion der Pompadour und Waterloo, verkörperte Graumann hochgestellte Persönlichkeiten: Den Prinzen Conti im ersten Film und Fürst Metternich in dem Napoleon-Untergangsdrama. 
Der zum Staatsschauspieler ernannte Graumann blieb bis zu seinem Lebensende seiner Münchner Wahlheimat treu und spielte dort weiterhin sowohl Theater (zuletzt 1943 am Staatsschauspiel) als auch im Film, auch wenn dort seine Rollen von Mal zu Mal immer kleiner wurden. Graumann hatte auch als Schauspiellehrer gearbeitet, zu seinen Schülern zählten unter anderem Erwin Piscator, Theo Ennisch und Helmuth Renar.

## Filmografie
- 1918: Kaena
- 1920: Dämon Weib
- 1921: Die Frau von Morgen
- 1921: Der Bagnosträfling
- 1921: Eine Mörderin
- 1921: Ein Fest auf Haderslevhuus
- 1923: Gehetzte Frauen
- 1923: Unter Blutschuld
- 1928: Hinter Klostermauern
- 1928: Marquis d’Eon, der Spion der Pompadour
- 1929: Waterloo
- 1931: Der Liebesexpreß
- 1938: Dreizehn Mann und eine Kanone
- 1939: Der arme Millionär
- 1941: Jenny und der Herr im Frack
- 1943: Der unendliche Weg